# Satz von Gromoll-Meyer (Positive Krümmung)
Der Satz von Gromoll-Meyer ist ein Lehrsatz aus dem mathematischen Gebiet der Differentialgeometrie. Er wurde von Detlef Gromoll und Wolfgang Meyer bewiesen.
Er besagt, dass eine vollständige, positiv gekrümmte, offene Mannigfaltigkeit diffeomorph zum euklidischen Raum {\displaystyle \mathbb {R} ^{n}} ist.
Er verallgemeinert damit den Satz von Cohn-Vossen für Flächen, für den sogar eine schwächere Voraussetzung hinreichend ist: Eine vollständige, nicht-kompakte Fläche nichtnegativer Krümmung, deren Krümmung in mindestens einem Punkt positiv ist, ist diffeomorph zum {\displaystyle \mathbb {R} ^{2}}. Es ist eine offene Frage, ob diese schwächere Bedingung auch in höheren Dimensionen hinreichend ist.
Der Satz von Bonnet-Myers besagt, dass eine Riemannsche Mannigfaltigkeit, deren Schnittkrümmung eine positive untere Schranke besitzt, kompakt sein muss. Positiv gekrümmte, offene Mannigfaltigkeiten haben also notwendigerweise Punkte, in denen die Schnittkrümmungen einzelner Ebenen beliebig nahe an Null herankommen.